# We Didn't Start the Fire (canção de Fall Out Boy)
"We Didn't Start the Fire" é um single de 2023 da banda de rock americana Fall Out Boy, que foi incluído em seu oitavo álbum de estúdio, So Much (for) Stardust, como uma faixa bônus digital deluxe. É um cover da canção de mesmo nome de Billy Joel lançada em 1989, atualizando as referências culturais da música para abranger os anos desde o lançamento da versão original. Os críticos reagiram negativamente a ela, criticando o tom e o conteúdo de sua letra atualizada.

## Composição
"We Didn't Start the Fire", assim como a versão original de Billy Joel lançada em 1989, é um catálogo dos principais eventos da história mundial ao longo de um determinado período de tempo. A versão original de Joel se concentra principalmente nos eventos durante e ao redor da Guerra Fria, e a versão do Fall Out Boy continua onde a de Joel termina, cobrindo os eventos de 1989 a 2023. A versão do Fall Out Boy inclui referências a Woodstock 99, os distúrbios de Los Angeles em 1992, o atentado de Oklahoma City, os ataques de 11 de setembro, Brexit; o atentado à Maratona de Boston, Bush v. Gore, o assassinato de Shinzo Abe; a morte de Michael Jackson, a Primavera Árabe, o acidente nuclear de Fukushima e o MySpace, que Stereogum observa estar conectado à ascensão da banda à fama. No refrão, a letra original "nós tentamos lutar contra isso" é substituída por "estamos tentando lutar contra isso", e na ponte, "será que ainda vai queimar e continuar..." é substituída por "ainda vai continuar e continuar...".
Em um desvio do original, as letras atualizadas do Fall Out Boy abandonam a ordem cronológica, em um ponto fazendo referência a Rodney King ao lado de deepfakes. Pete Wentz explicou a escolha em uma entrevista com Zane Lowe:
Veja, nós fizemos o nosso melhor. É muito, muito, muito difícil. A dele não está totalmente em ordem cronológica, mas está mais em ordem cronológica do que a nossa. Nós só queríamos uma frase como "JFK blown away", e claramente, eu acho que a do World Trade Center foi um pouco a mais... isso foi provavelmente... As pessoas provavelmente se sentiram de forma semelhante. Você se lembra de onde estava ou algo assim. Então está um pouco fora de ordem, mas é o que é. Veja, queríamos que a Internet ainda tivesse algo do que reclamar.
A pandemia de COVID-19 é notavelmente ausente da canção; Wentz cita a ubiquidade do evento e a necessidade de espaço para rima em Bush v. Gore ao explicar por que não foi incluído.

## Resposta crítica
"We Didn't Start the Fire" foi recebida com uma reação negativa e irônica dos críticos. Chris DeVille do Stereogum escreveu "Bem, está acontecendo."; a equipe da Slate escreveu "Saia da frente, 'Imagine ' de Gal Gadot!"; e Alexandra del Rosario do Los Angeles Times escreveu "querida, isso não está indo bem para alguns fãs". James Rettig do Stereogum descreveu a canção como "abominável" e Owen S. Good do Polygon a descreveu como "de mau gosto", este último em relação à rima de "George Floyd" com "Metroid". Os críticos também criticaram a omissão de vários eventos e pessoas notáveis na música; Lyndsey Parker, do Yahoo! Entertainment, observou a ausência da pandemia de COVID-19, bem como Hillary e Bill Clinton; a equipe da Slate mencionou o filme Titanic e OJ Simpson como elementos ausentes. Morgan Hines do USA Today e del Rosario descreveram a reação nas redes sociais como mista e controversa.

## Paradas
| Parada (2023–24)                                        | Melhor posição |
| ------------------------------------------------------- | -------------- |
| Australia Digital Tracks (ARIA)                         | 5              |
| Canadá (Canadian Hot 100)                               | 85             |
| Canadá (Billboard Rock)                                 | 48             |
| Japan Hot Overseas (Billboard)                          | 20             |
| New Zealand Hot Singles (RMNZ)                          | 8              |
| Reino Unido (UK Singles Chart)                          | 52             |
| Estados Unidos (Billboard Hot 100)                      | 94             |
| Estados Unidos (Billboard Hot Rock & Alternative Songs) | 6              |
| Estados Unidos (Billboard Rock Airplay)                 | 4              |
| Estados Unidos (Billboard Adult Contemporary)           | 16             |
| Estados Unidos (Billboard Adult Top 40)                 | 10             |
| Estados Unidos (Billboard Mainstream Top 40)            | 26             |

| Parada (2023)                               | Posição |
| ------------------------------------------- | ------- |
| US Hot Rock & Alternative Songs (Billboard) | 33      |
| US Rock Airplay (Billboard)                 | 29      |